# Ephraim Bateman

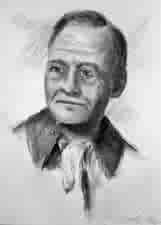
Ephraim Bateman

Ephraim Bateman (* 9. Juli 1780 in Cedarville, Cumberland County, New Jersey; † 28. Januar 1829 ebenda) war ein US-amerikanischer Politiker, der den Bundesstaat New Jersey in beiden Kammern des Kongresses vertrat.
Der im Lawrence Township geborene Ephraim Bateman besuchte die öffentlichen Schulen und später eine Lateinschule. Im Jahr 1796 absolvierte er eine Schneiderlehre; von 1799 bis 1801 war er als Lehrer an einer Schule seines Heimatortes beschäftigt. Danach ließ er sich bei einem Arzt medizinisch ausbilden; die Studien schloss er 1803 an der University of Pennsylvania ab, woraufhin er in Cedarville zu praktizieren begann.
Batemans politische Laufbahn begann mit der Mitgliedschaft in der New Jersey General Assembly von 1808 bis 1809; dem Parlament seines Staates gehörte er außerdem 1811 sowie 1813 als Speaker an. Danach wurde er ins Repräsentantenhaus der Vereinigten Staaten gewählt, wo er die Interessen New Jerseys zwischen dem 4. März 1815 und dem 3. März 1823 als Mitglied der Democratic Republicans vertrat.
In der Folge saß Bateman im New Jersey State Council, dem Vorläufer des erst 1844 geschaffenen Staatssenats. Er war Vizepräsident des Gremiums, aus dem er am 10. November 1826 nach kurzer Amtszeit bereits wieder ausschied, um im US-Senat den Platz des verstorbenen Joseph McIlvaine einzunehmen. Bateman verblieb dort als Mitglied der National Republican Party bis zum 12. Januar 1829, als er aus gesundheitlichen Gründen sein Mandat niederlegte. Nur 16 Tage später starb er in seinem Heimatort Cedarville. Im Senat war er unter anderem Vorsitzender des Landwirtschaftsausschusses gewesen.